# Porcupine Tree
Porcupine Tree er et britisk band grundlagt af Steven Wilson i 1987. Steven Wilson har en fremtrædende rolle som sangskriver, forsanger og guitarist. Bandet beskæftiger sig primært med progressiv, psykedelisk rock, men er kendt for at hente inspiration fra andre genrer. Bandet har udgivet 10 albums.